# 鄉舉里選制度
鄉舉里選制度，兩漢以前選拔人材的方式，以每鄉掌管政教之鄉大夫，三年一次，按照六德（知、仁、聖、義、忠、和）、六行（孝、友、睦、嫺、任、恤）、六藝（禮、樂、射、御、書、數）選拔賢能上報中央任用。